# حشره‌خوار کور چینی
 حشره‌خوار کور چینی (نام علمی: Anourosorex squamipes) نام یک گونه از سرده حشره‌خوارهای کور است.